# ほらね、春が来た
「ほらね、春が来た」（ほらね、はるがきた）は、うしろ髪ひかれ隊通算4枚目のシングル。1988年2月25日発売。発売元はポニーキャニオン。

## 解説
- 前作の「メビウスの恋人」に引き続き、フジテレビ系アニメ『ついでにとんちんかん』のオープニングテーマとなった。一方で、カップリング曲の「誰も知らないブルーエンジェル」は同アニメのエンディングテーマとなった。なおとんちんかん主題歌としては当シングルが最後となり[注釈 1]、次の主題歌には生稲晃子のソロシングル「麦わらでダンス」が使用された。
- カップリング曲の「誰も知らないブルーエンジェル」は、工藤静香が1991年暮れに発売したベストアルバム『intimate』にソロヴォーカルバージョンで収録されている[1]。

## 収録曲
- 全作詞: 秋元康、作曲・編曲: 後藤次利

1. ほらね、春が来た
  - フジテレビ系テレビアニメ『ついでにとんちんかん』オープニングテーマ
2. 誰も知らないブルーエンジェル
  - フジテレビ系テレビアニメ『ついでにとんちんかん』エンディングテーマ

## 収録作品
- BAB
- うしろゆびさされ組+うしろ髪ひかれ隊 SINGLESコンプリート
- MYこれ!クション うしろ髪ひかれ隊BEST
- ミレニアム・ベスト (工藤静香のアルバム) (#1)